# Hunkemöller

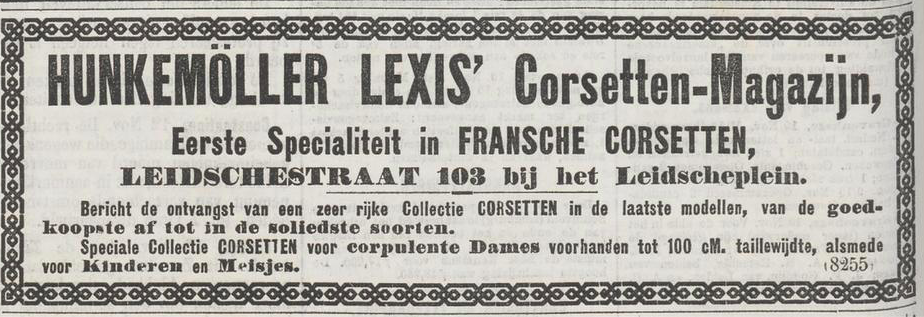
Advertentie van Hunkemöller Lexis uit 1888

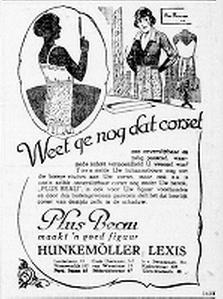
Advertentie van Hunkemöller Lexis uit 1926

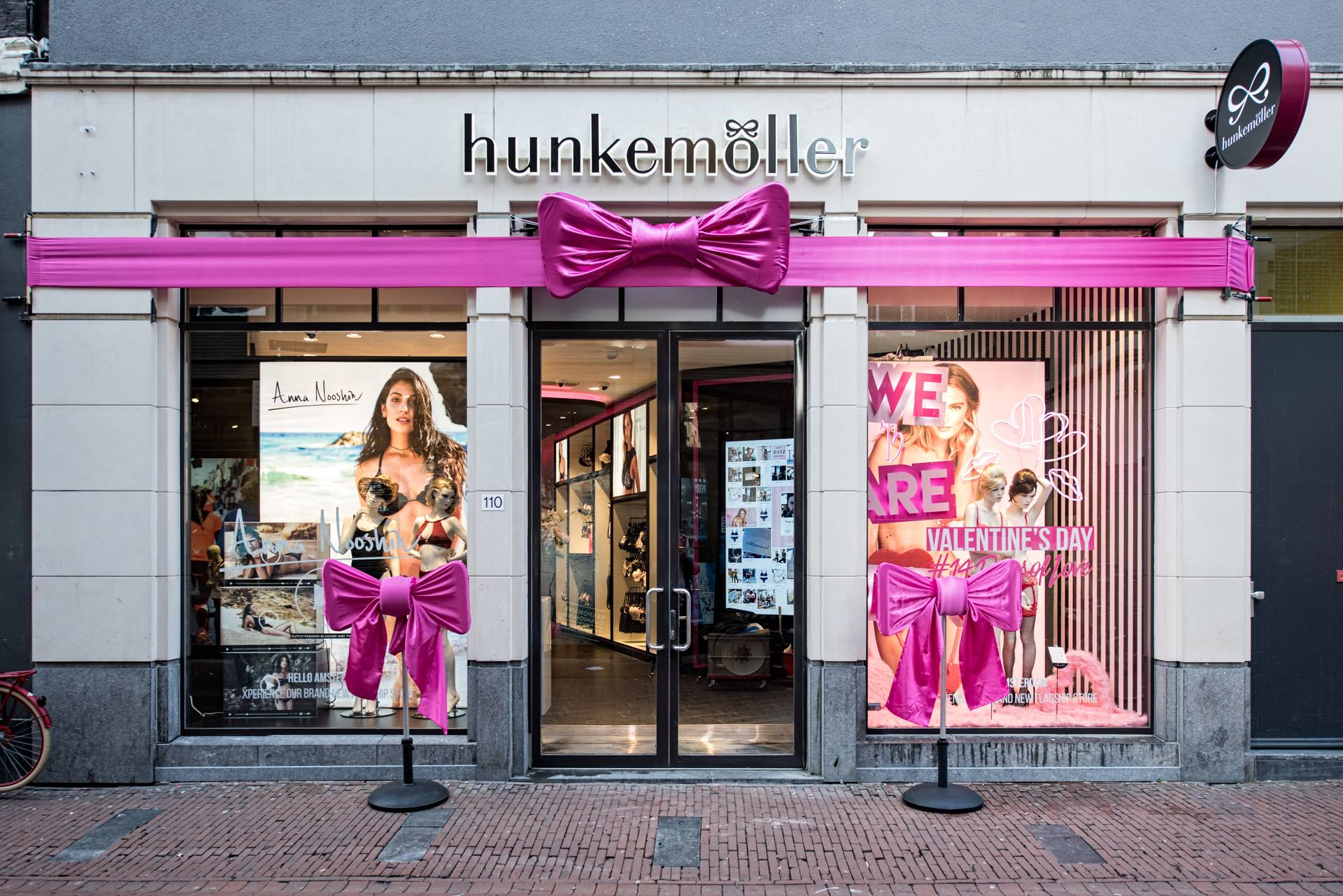
Hunkemöller-winkel in Amsterdam

Hunkemöller is een Nederlandse lingeriewinkelketen. Het hoofdkantoor is sinds 2025 gevestigd op het Media Park in Hilversum en het bedrijf is actief in Europa, het Midden-Oosten, Noord-Afrika en het Caribisch deel van het Koninkrijk der Nederlanden.

## Geschiedenis
Het bedrijf werd in 1886 opgericht door de Duitse immigrant Wilhelm Hunkemöller (1858-1927) en zijn van Roermond afkomstige vrouw Josephina Lexis, en opereerde aanvankelijk ook onder de dubbele naam Hunkemöller Lexis. In het begin produceerde Hunkemöller korsetten in Amsterdam. In de jaren die volgden, opende de familie Hunkemöller winkels in Amsterdam, Rotterdam en Utrecht.
In 1974 kwam het bedrijf in handen van Vendex-dochterbedrijf Confendex B.V. en kreeg het de huidige bedrijfsnaam. Na de overname werd expansie in binnen- en buitenland het belangrijkste doel. Eind jaren zeventig werden de eerste filialen in België geopend. Voor uitbreiding in Nederland besloot het concern de eigen filialen aan te vullen met een aantal franchisevestigingen.
Hunkemöller werd later door Vendex verkocht aan Maxeda. Maxeda deed de keten op zijn beurt in 2010 van de hand aan investeringsgroep PAI Partners. Met meer dan 400 winkels bedroeg de jaarlijkse omzet toen 200 miljoen euro. PAI betaalde zo'n 265 miljoen euro. Na de overname is het bedrijf uitgebreid tot 700 vestigingen met 2700 medewerkers. In december 2015 verkocht PAI de lingerieketen aan het Amerikaanse investeringsfonds Carlyle.
Eind 2017 werd bekend dat Hunkemöller alle vestigingen van zijn Nederlandse franchisenemers wil overnemen.

## Collecties
Hunkemöller verkoopt zowel modekleding als standaardproducten op het gebied van lingerie, ondergoed, nachtkleding, badkleding en sinds 2012 ook sportkleding. Traditionele korsetten zijn grotendeels uit het assortiment verdwenen en vervangen door figuurcorrigerend elastisch ondergoed. Daarnaast heeft Hunkemöller door de jaren heen een aantal nieuwe producten geïntroduceerd, zoals een T-shirtbeha met zachte stretch cups, functionele beha's in de grotere maten, lichte beha's met gelvulling en een beha met klittenbandvullingen waarbij de klant zelf het push-upeffect kan bepalen.
Sinds augustus 2017 is model Doutzen Kroes "Brand Ambassador". Onder de naam Doutzen's Stories worden verschillende collecties uitgebracht.

## Vestigingen

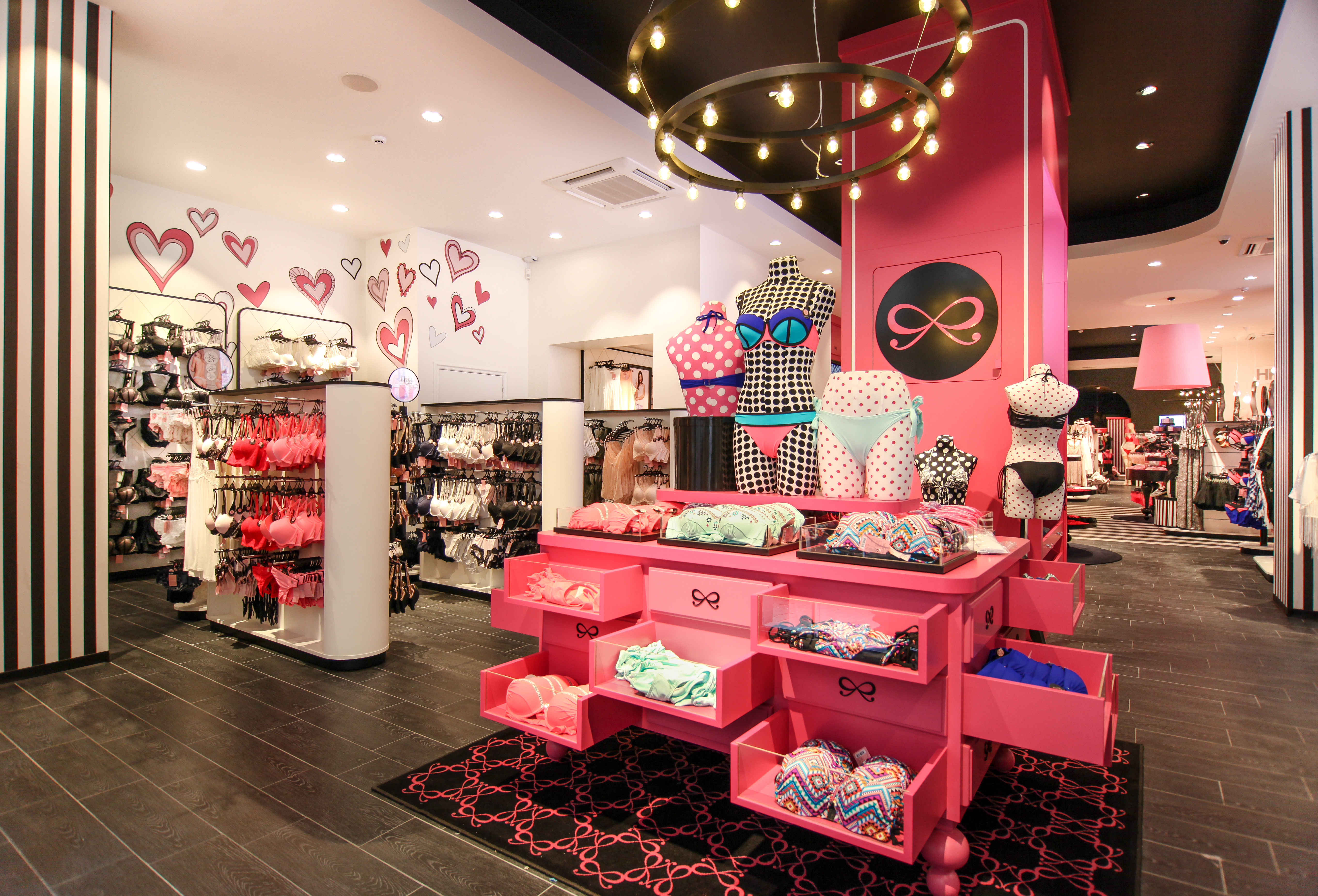
Hunkemöller-winkel in Antwerpen

| Europa en Azië | Midden-Oosten en Noord-Afrika                                   | Nederlandse Antillen        |
| --- | --------------------------------------------------------------- | --------------------------- |
| - België - Denemarken - Frankrijk - Duitsland - Griekenland - India - Luxemburg - Nederland - Oekraïne - Oostenrijk - Rusland - Spanje - Turkije - Verenigd Koninkrijk - Wit-Rusland - Zweden | - Bahrein - Egypte - Israël - Koeweit - Marokko - Saoedi-Arabië | - Aruba - Bonaire - Curaçao |